# Лейк-Батлер (округ Орандж, Флорида)
Лейк-Батлер (англ. Lake Butler) — переписна місцевість (CDP) в США, в окрузі Орандж штату Флорида. Населення — 18 851 особа (2020).

## Географія
Лейк-Батлер розташований за координатами 28°28′46″ пн. ш. 81°32′33″ зх. д. / 28.47944° пн. ш. 81.54250° зх. д. (28.479363, -81.542497).  За даними Бюро перепису населення США в 2010 році переписна місцевість мала площу 51,66 км², з яких 31,64 км² — суходіл та 20,02 км² — водойми. В 2017 році площа становила 48,38 км², з яких 30,56 км² — суходіл та 17,82 км² — водойми.

## Демографія
Згідно з переписом 2010 року, у переписній місцевості мешкало 15 400 осіб у 5085 домогосподарствах у складі 4285 родин. Густота населення становила 298 осіб/км².  Було 5875 помешкань (114/км²).
Расовий склад населення:
| - 79,9 % — білих - 9,4 % — азіатів - 6,6 % — чорних або афроамериканців - 0,2 % — корінних американців - 1,6 % — осіб інших рас |

До двох чи більше рас належало 2,3 %. Частка іспаномовних становила 11,2 % від усіх жителів.
За віковим діапазоном населення розподілялося таким чином: 29,9 % — особи молодші 18 років, 62,2 % — особи у віці 18—64 років, 7,9 % — особи у віці 65 років та старші. Медіана віку мешканця становила 39,5 року. На 100 осіб жіночої статі у переписній місцевості припадало 97,3 чоловіків;  на 100 жінок у віці від 18 років та старших — 95,7 чоловіків також старших 18 років.
Середній дохід на одне домашнє господарство  становив 174 997 доларів США (медіана — 106 407), а середній дохід на одну сім'ю — 193 870 доларів (медіана — 127 426). Медіана доходів становила 91 375 доларів для чоловіків та 46 756 доларів для жінок. За межею бідності перебувало 4,9 % осіб, у тому числі 4,6 % дітей у віці до 18 років та 0,0 % осіб у віці 65 років та старших.
Цивільне працевлаштоване населення становило 8306 осіб. Основні галузі зайнятості: мистецтво, розваги та відпочинок — 25,0 %, освіта, охорона здоров'я та соціальна допомога — 16,8 %, науковці, спеціалісти, менеджери — 15,2 %.